# Phrynosoma braconnieri
Phrynosoma braconnieri är en ödleart som beskrevs av Duméril och Bocourt 1870. Phrynosoma braconnieri ingår i släktet paddleguaner, och familjen Phrynosomatidae. IUCN kategoriserar arten globalt som livskraftig. Inga underarter finns listade i Catalogue of Life.
Arten förekommer i södra Mexiko. Den vistas i regioner som ligger 800 till 1800 meter över havet. Phrynosoma braconnieri lever i lövfällande skogar, i buskskogar och på jordbruksmark.